# Cheddon Fitzpaine
Cheddon Fitzpaine is een civil parish in het bestuurlijke gebied Somerset West and Taunton, in het Engelse graafschap Somerset met 1929 inwoners.